# Liste des matchs de l'équipe de Singapour de football par adversaire
Cette liste présente les matchs de l'équipe de Singapour de football par adversaire rencontré depuis son premier match. Lorsqu'une rivalité footballistique particulière existe entre Singapour et un autre pays, une page spécifique est parfois proposée.

## B

### Brunei

#### Confrontations
Confrontations entre Brunei et Singapour :
|    | Date             | Lieu                | Match              | Score | Compétition                                                   |
| -- | ---------------- | ------------------- | ------------------ | ----- | ------------------------------------------------------------- |
| 1  | 8 mai 1975       | Hong Kong           | Singapour - Brunei | 6-0   | Tour préliminaire à la Coupe d'Asie des nations 1976 (gr. 4)  |
| 2  | 7 octobre 1982   | Singapour           | Singapour - Brunei | 7-0   | Match amical                                                  |
| 3  | 4 juin 1983      | Singapour           | Singapour - Brunei | 4-0   | Jeux d'Asie du Sud-Est de 1983 (demi-finale)                  |
| 4  | 16 octobre 1985  | Singapour           | Singapour - Brunei | 2-1   | Match amical                                                  |
| 5  | 13 décembre 1985 | Bangkok             | Singapour - Brunei | 3-0   | Jeux d'Asie du Sud-Est de 1985 (gr. B)                        |
| 6  | 4 décembre 1995  | Chiang Mai          | Brunei - Singapour | 2-2   | Jeux d'Asie du Sud-Est de 1995 (gr. B)                        |
| 7  | 4 septembre 1996 | Singapour           | Singapour - Brunei | 3-0   | Tiger Cup 1996 (gr. A)                                        |
| 8  | 12 octobre 1997  | Jakarta             | Singapour - Brunei | 1-0   | Jeux d'Asie du Sud-Est de 1997 (gr. B)                        |
| 9  | 4 août 1999      | Bandar Seri Begawan | Brunei - Singapour | 1-3   | Jeux d'Asie du Sud-Est de 1999 (gr. B)                        |
| 10 | 20 février 2000  | Macao               | Singapour - Brunei | 1-0   | Tour préliminaire à la Coupe d'Asie des nations 2000 (gr. 10) |
| 11 | 6 juin 2015      | Singapour           | Singapour - Brunei | 5-1   | Match amical                                                  |

#### Bilan
Au 2 avril 2019 :
- Total de matchs disputés : 11
- Victoires de Brunei : 0
- Match nul : 1
- Victoires de Singapour : 10
- Total de buts marqués par Brunei : 5
- Total de buts marqués par Singapour : 37

## C

### Cambodge
Confrontations entre le Cambodge et Singapour :
| Date             | Lieu                | Match                | Score          | Compétition                                |
| 5 septembre 1957 | Kuala Lumpur        | Singapour - Cambodge | 1-1            |                                            |
| 10 juin 1972     | Jakarta             | Cambodge - Singapour | 3-0            |                                            |
| 28 octobre 1972  | Saïgon              | Singapour - Cambodge | 1-0            |                                            |
| 26 juillet 1973  | Kuala Lumpur        | Singapour - Cambodge | 1-1 1-0 t.a.b. |                                            |
| 10 août 1973     | Kuala Lumpur        | Singapour - Cambodge | 3-0            |                                            |
| 10 octobre 1997  | Jakarta             | Singapour - Cambodge | 2-1            |                                            |
| 28 mars 1998     | Singapour           | Singapour - Cambodge | 3-0            |                                            |
| 9 août 1999      | Bandar Seri Begawan | Singapour - Cambodge | 2-0            |                                            |
| 5 novembre 2000  | Songkhla            | Singapour - Cambodge | 1-0            |                                            |
| 15 décembre 2004 | Hanoï               | Singapour - Cambodge | 3-0            |                                            |
| 11 octobre 2005  | Phnom Penh          | Cambodge - Singapour | 0-2            |                                            |
| 5 décembre 2008  | Jakarta             | Singapour - Cambodge | 5-0            |                                            |
| 24 novembre 2013 | Singapour           | Singapour - Cambodge | 1-0            | Match amical                               |
| 17 novembre 2014 | Singapour           | Singapour - Cambodge | 4-2            | Match amical                               |
| 11 juin 2015     | Phnom Penh          | Cambodge - Singapour | 0-4            | Qualifications pour la Coupe du Monde 2018 |
| 13 octobre 2015  | Singapour           | Singapour - Cambodge | 2-1            | Qualifications pour la Coupe du Monde 2018 |
| 28 juillet 2016  | Phnom Penh          | Cambodge - Singapour | 2-1            | Match amical                               |
| 13 novembre 2016 | Singapour           | Singapour - Cambodge | 1-0            | Match amical                               |

Bilan
Total de matchs disputés : 19
- Victoires de l'équipe de Singapour : 16
- Match nul : 1
- Victoire de l'équipe du Cambodge : 2

## E

### Émirats arabes unis

#### Confrontations
Confrontations entre les Émirats arabes unis et Singapour :
|   | Date              | Lieu      | Match                           | Score | Compétition                           |
| - | ----------------- | --------- | ------------------------------- | ----- | ------------------------------------- |
| 1 | 8 décembre 1984   | Singapour | Singapour - Émirats arabes unis | 0-1   | Coupe d'Asie des nations 1984 (gr. 2) |
| 2 | 25 novembre 1998  | Singapour | Singapour - Émirats arabes unis | 0-4   | Match amical                          |
| 3 | 8 octobre 2004    | Singapour | Singapour - Émirats arabes unis | 1-2   | Match amical                          |
| 4 | 12 septembre 2007 | Singapour | Singapour - Émirats arabes unis | 1-1   | Match amical                          |

#### Bilan
Au 12 avril 2019 :
- Total de matchs disputés : 4
- Victoires des Émirats arabes unis : 3
- Matchs nuls : 1
- Victoires de Singapour : 0
- Total de buts marqués par les Émirats arabes unis : 8
- Total de buts marqués par Singapour : 2

## J

### Japon
Confrontations entre Singapour et le Japon :
| Date              | Lieu         | Match             | Score | Compétition                                                               |
| 10 janvier 1959   | Singapour    | Singapour - Japon | 3-4   | Match amical                                                              |
| 11 janvier 1959   | Singapour    | Singapour - Japon | 3-2   | Match amical                                                              |
| 3 septembre 1959  | Kuala Lumpur | Singapour - Japon | 1-4   | Match amical                                                              |
| 21 septembre 1962 | Singapour    | Singapour - Japon | 2-1   | Match amical                                                              |
| 3 mars 1964       | Singapour    | Singapour - Japon | 1-2   | Match amical                                                              |
| 25 mars 1965      | Singapour    | Singapour - Japon | 1-4   | Match amical                                                              |
| 16 décembre 1966  | Bangkok      | Singapour - Japon | 1-5   | Match amical                                                              |
| 19 décembre 1966  | Bangkok      | Japon - Singapour | 2-0   | Match amical                                                              |
| 10 août 1970      | Kuala Lumpur | Singapour - Japon | 0-4   | Match amical                                                              |
| 12 février 1974   | Singapour    | Singapour - Japon | 0-1   | Match amical                                                              |
| 21 juin 1975      | Hong Kong    | Japon - Singapour | 2-1   | Qualifications pour la Coupe d'Asie des nations 1976 (Groupe 4-B)         |
| 23 juillet 1978   | Kuala Lumpur | Singapour - Japon | 2-1   | Match amical                                                              |
| 13 juillet 1979   | Kuala Lumpur | Singapour - Japon | 1-3   | Match amical                                                              |
| 22 décembre 1980  | Hong Kong    | Singapour - Japon | 0-1   | Qualifications pour la Coupe du monde 1982 (Groupe 4 - Tour préliminaire) |
| 17 février 1981   | Singapour    | Singapour - Japon | 0-1   | Match amical                                                              |
| 19 février 1981   | Singapour    | Singapour - Japon | 0-0   | Match amical                                                              |
| 2 juin 1982       | Tokyo        | Japon - Singapour | 2-0   | Match amical                                                              |
| 23 février 1985   | Singapour    | Singapour - Japon | 1-3   | Qualifications pour la Coupe du monde 1986 - 1er tour (Groupe 4)          |
| 18 mai 1985       | Tokyo        | Japon - Singapour | 5-0   | Qualifications pour la Coupe du monde 1986 - 1er tour (Groupe 4)          |
| 13 février 2000   | Macao        | Singapour - Japon | 0-3   | Qualifications pour la Coupe d'Asie des nations 2000 (Groupe 10)          |
| 31 mars 2004      | Singapour    | Singapour - Japon | 1-2   | Qualifications pour la Coupe du monde 2006 - 2e tour (Groupe 3)           |
| 17 novembre 2004  | Saitama      | Japon - Singapour | 1-0   | Qualifications pour la Coupe du monde 2006 - 2e tour (Groupe 3)           |
| 16 juin 2015      | Saitama      | Japon - Singapour | 0-0   | Qualifications pour la Coupe du Monde 2018                                |
| 12 novembre 2015  | Singapour    | Singapour - Japon | 0-3   | Qualifications pour la Coupe du Monde 2018                                |

Bilan
Total de matchs disputés : 24
- Victoires de l'équipe du Japon : 19
- Matchs nuls : 2
- Victoires de l'équipe de Singapour : 3

## K

### Kirghizistan

#### Confrontations
Confrontations entre Singapour et le Kirghizistan :
|   | Date            | Lieu      | Match                    | Score | Compétition                                                      |
| - | --------------- | --------- | ------------------------ | ----- | ---------------------------------------------------------------- |
| 1 | 3 février 2001  | Singapour | Singapour - Kirghizistan | 0-1   | Tour préliminaire à la Coupe du monde 2002 (zone Asie, 1er tour) |
| 2 | 27 février 2001 | Koweït    | Kirghizistan - Singapour | 1-1   | Tour préliminaire à la Coupe du monde 2002 (zone Asie, 1er tour) |

#### Bilan
Au 3 avril 2019 :
- Total de matchs disputés : 2
- Victoires de Singapour  : 0
- Matchs nuls : 1
- Victoires du Kirghizistan : 1
- Total de buts marqués par Singapour  : 1
- Total de buts marqués par le Kirghizistan : 2

## M

### Macao

#### Confrontations
Confrontations entre Singapour et Macao :
|   | Date            | Lieu      | Match             | Score | Compétition                                                                 |
| - | --------------- | --------- | ----------------- | ----- | --------------------------------------------------------------------------- |
| 1 | 16 février 2000 | Macao     | Macao - Singapour | 0-1   | Tour préliminaire à la Coupe d'Asie des nations 2000 (gr. 10)               |
| 2 | 23 mars 2003    | Singapour | Singapour - Macao | 2-0   | Tour préliminaire à la Coupe d'Asie des nations 2004 (préliminaire - gr. E) |
| 3 | 14 octobre 2014 | Macao     | Macao - Singapour | 2-2   | Match amical                                                                |

#### Bilan
Au 9 avril 2019 :
- Total de matchs disputés : 3
- Victoires de Singapour : 2
- Match nul : 1
- Victoires de Macao : 0
- Total de buts marqués par Singapour : 5
- Total de buts marqués par Macao : 2

### Maldives

#### Confrontations
Confrontations entre les Maldives et Singapour :
|   | Date           | Lieu      | Match                | Score | Compétition                                                  |
| - | -------------- | --------- | -------------------- | ----- | ------------------------------------------------------------ |
| 1 | 29 juin 1996   | Bangkok   | Singapour - Maldives | 2-0   | Tour préliminaire à la Coupe d'Asie des nations 1996 (gr. 3) |
| 2 | 7 juillet 1996 | Singapour | Singapour - Maldives | 5-2   | Tour préliminaire à la Coupe d'Asie des nations 1996 (gr. 3) |
| 3 | 9 avril 2002   | Singapour | Singapour - Maldives | 2-0   | Match amical                                                 |
| 4 | 4 mars 2003    | Singapour | Singapour - Maldives | 4-1   | Match amical                                                 |
| 5 | 7 juin 2011    | Singapour | Singapour - Maldives | 4-0   | Match amical                                                 |
| 6 | 23 mars 2018   | Singapour | Singapour - Maldives | 3-2   | Match amical                                                 |

#### Bilan
Au 6 avril 2019 :
- Total de matchs disputés : 6
- Victoires des Maldives : 0
- Matchs nuls : 0
- Victoires de Singapour : 6
- Total de buts marqués par les Maldives : 5
- Total de buts marqués par Singapour : 20

## T

### Timor oriental

#### Confrontations
Confrontations entre Singapour et le Timor oriental :
|   | Date             | Lieu      | Match                      | Score | Compétition                 |
| - | ---------------- | --------- | -------------------------- | ----- | --------------------------- |
| 1 | 21 novembre 2018 | Singapour | Singapour - Timor oriental | 6-1   | AFF Suzuki Cup 2018 (gr. B) |

#### Bilan
Au 11 avril 2019 :
- Total de matchs disputés : 1
- Victoires de Singapour : 1
- Match nul : 0
- Victoires du Timor oriental : 0
- Total de buts marqués par Singapour : 6
- Total de buts marqués par le Timor oriental : 1